# Wilhelm Jung (Verwaltungsjurist)
Wilhelm Jung (* 17. März 1903 in Frankenberg; † 15. Juli 1960 in Kassel) war ein deutscher Verwaltungsjurist; er amtierte unter anderem als preußischer Landrat.

## Leben
Nach dem Schulbesuch studierte Jung Rechtswissenschaft an der Philipps-Universität Marburg und war seit 1922 Mitglied der Marburger Burschenschaft Germania. Er promovierte im November 1924 zum Dr. jur. Nach einer Tätigkeit als Gerichts- und Regierungsreferendar 1924/1925 folgte 1928 die große Staatsprüfung. Von 1928 bis 1933 war er Regierungsassessor bei den Landratsämtern in Marburg, Flensburg und Halle an der Saale.
Am 4. September 1933 wurde Jung zum Nachfolger von Julius Wehr zum kommissarischen Landrat des Kreises Torgau im Regierungsbezirk Merseburg der Provinz Sachsen ernannt, bevor er dieses Amt vom 1. Februar bis 25. Oktober 1934 als regulärer Landrat bekleidete. In dieser Eigenschaft war Jung während der Röhm-Affäre vom Frühsommer 1934 an der Verhaftung des SA-Obersturmbannführers Kurt Mosert beteiligt. Er bestellte Mosert in der Nacht zum 1. Juli 1934 zu sich, worauf dieser von der SS verhaftet wurde. Nach seiner Überführung in das KZ Lichtenburg wurde Mosert dort am 3. Juli erschossen.
Im November 1934 wurde Jung in Torgau durch den neuen kommissarischen Landrat Werner Oberst abgelöst und war anschließend Landrat des Landkreises Merseburg.
Im März 1935 wurde er in den Aufsichtsrat der Merseburger Überlandbahnen AG gewählt.
Im Januar 1938 wurde er an das Reichsministerium des Innern nach Berlin versetzt.
Nach dem Zweiten Weltkrieg war er Vizepräsident des Landeskirchenamtes Kassel.
Er war evangelisch, verheiratet mit Annemarie Jung, geborene Schweitzer. Sein 1930 in Marburg geborener Sohn war der spätere Bischof der Evangelischen Kirche Kurhessen-Waldeck Hans-Gernot Jung.